# Berberis nilghiriensis
Berberis nilghiriensis är en berberisväxtart som beskrevs av Ahrendt. Berberis nilghiriensis ingår i släktet berberisar, och familjen berberisväxter. Inga underarter finns listade i Catalogue of Life.